# Pensilvania (nave cisterna)
Il Pensilvania (già Pennsilvania, già De Soto, già Phoebus) è stato un piroscafo cisterna italiano (ed in precedenza statunitense e tedesco), violatore di blocco durante la seconda guerra mondiale. 

## Storia
Costruita tra il 1902 ed il 1903 nei cantieri David J. Dunlop & Company di Port Glasgow (numero di cantiere 251) come Phoebus, la nave, una pirocisterna in acciaio da 6268 tonnellate di stazza lorda, apparteneva in origine alla Deutsch-Amerikanische Petroleum Gesellschaft di Amburgo. Nell'agosto 1914, allo scoppio della prima guerra mondiale, la Phoebus era a San Francisco, pertanto, nel corso dello stesso anno, passò alla compagnia statunitense Standard Oil of New Jersey, con sede a New York, assumendo il nome di De Soto, che mantenne per i successivi dieci anni. Dal 1918 al 1921 l'unità venne impiegata sulle rotte che univano il Messico, l'Europa e New York.
Nel 1924 la pirocisterna venne acquistata dalla Società Luigi Pittaluga di Genova, che la ribattezzò Pennsilvania (iscrivendola con matricola 1264 al Compartimento marittimo di Genova) e poi, nel 1928, modificò il nome in Pensilvania. La stazza lorda aumentò a 6861 tsl.
All'ingresso dell'Italia nella seconda guerra mondiale, il 10 giugno 1940, il Pensilvania si trovava a Mogadiscio, nella colonia italiana della Somalia, dove, il 1º luglio 1940, venne requisito dalla Regia Marina. In seguito la nave si trasferì a Chisimaio, altra città portuale della Somalia, dove, il 4 febbraio 1941, venne iscritta nel ruolo del naviglio ausiliario dello Stato.
Nel febbraio 1941, infatti, nell'imminenza della caduta della Somalia, il locale comando della Regia Marina ordinò la partenza delle navi mercantili valutate in condizioni idonee ad affrontare la navigazione sino al Madagascar. Le navi avrebbero raggiunto il porto di Diego Suarez, controllato dalle forze della Francia di Vichy, dove sarebbero state al sicuro.
Nella serata dell'11 febbraio 1941, pertanto, il Pensilvania lasciò Chisimaio come anche il grosso piroscafo misto Leonardo da Vinci, i piroscafi da carico Savoia, Erminia Mazzella e Manon ed il piroscafo misto Adria (le navi partirono tra il 10 e l'11 febbraio), mentre in un secondo momento salparono anche il piroscafo misto Somalia e la motonave da carico Duca degli Abruzzi, uniche due unità a raggiungere Diego Suarez (secondo altre fonti tutte ed otto le navi partirono nella notte tra il 10 e l'11 febbraio 1941). Poco dopo aver raggiunto il mare aperto, tuttavia, tutte le navi del primo gruppo vennero intercettate e catturate, nonostante tentativi di sabotaggio da parte degli equipaggi, da incrociatori britannici inviati nella zona allo scopo (la Forza «T»). Gli equipaggi italiani vennero internati nei campi di prigionia di Kenya e Sudafrica.
Il Pensilvania, in particolare, dopo la partenza da Chisimaio, con un carico di carburante, fece rotta verso nord per cercare di violare il blocco, dirigendo verso Mogadiscio (mentre tutte le altre navi fecero rotta verso sud), ma intorno alle 16 del 13 febbraio (per altre fonti il 14) la pirocisterna venne intercettata ed attaccata da forze britanniche al largo di Mogadiscio: secondo alcune fonti la nave venne cannoneggiata dall'incrociatore pesante HMS Shropshire, mentre per altre l'unità fu bombardata da aerei lanciati dalla portaerei HMS Hermes oppure bombardata da velivoli dell'Eagle ed anche cannoneggiata dall'incrociatore pesante HMS Hawkins.
Gravemente danneggiata ed in fiamme, la nave cisterna fu condotta all'incaglio non lontano da Mogadiscio (per altre fonti, invece, la Pensilvania affondò), dove venne successivamente catturata dagli inglesi. Il relitto, tuttavia, venne dichiarato non riparabile («constructive total loss») e fu quindi demolito nel 1942.